# Raúl Matas
Raúl Matas Esteban (Lanco, 13 de agosto de 1921-Santiago, 31 de diciembre de 2004), apodado «El Maestro», fue un periodista, conductor, presentador y locutor chileno de radio y televisión. Su carrera de 64 años se desarrolló en Chile, Estados Unidos, España y Argentina, convirtiéndose en uno de los principales personajes en la historia de las comunicaciones en Chile.

## Biografía
Hijo del español Francisco Javier Matas y de Gertrudis Esteban, chilena hija de españoles. Nació en Lanco, antigua provincia de Valdivia.
A los 14 años de edad debutó en Radio Baquedano de Valdivia. Comenzó a estudiar derecho en Concepción —ciudad en la que se desempeñó como locutor en Radio Zenith— y en Santiago en la Universidad de Chile, pero no acabó la carrera. Estudió periodismo por correspondencia, titulándose en el Instituto Pinochet Le Brun. En 1940 inició su carrera profesional en Radio Cooperativa Vitalicia de la capital chilena. El éxito llegó en 1946, cuando creó y condujo en Radio Minería su programa Discomanía, que lo lanzó a la fama y más tarde él mismo llevaría a las radios de España, Uruguay, Perú, Argentina, México y Estados Unidos.
Fue uno de los padres de la televisión en Chile, participando a comienzos de la década de 1950 en la primera transmisión experimental realizada en su país.
En 1958 viajó a España, donde se dio a conocer en la emisora Radio Madrid (Sociedad Española de Radiodifusión) con su programa Discomanía, con el que obtuvo un gran éxito. En Televisión Española presentó los programas Cancionero (1962-1964), Media hora con (1966), Al compás de las estrellas (1971) y Buenas tardes (1971-1973). Hizo también alguna incursión en el mundo del cine, y participó en películas como Las Ibéricas F.C. (1971) de Pedro Masó.
En agosto de 1969 retornó a Chile para ser uno de los fundadores de Televisión Nacional (TVN), siendo nombrado director artístico y participando de su primera emisión oficial en Santiago el 18 de septiembre de dicho año, y presentando programas como Post Data y Este domingo. En 1971 retornó a España y al año siguiente fue el primer presentador del Gran Premio de la Canción Iberoamericana, más conocido como el Festival de la OTI, junto con Rosa María Mateo, cargo que retomó en 1978 con Raquel Argandoña cuando el festival se realizó en Santiago de Chile.
A mediados de 1976, retornó a su país para trabajar en Televisión Nacional de Chile como hombre ancla de 60 minutos, el noticiero central durante la dictadura militar en el país. También creó allí el programa Vamos a ver (1977-1983). En 1987 se cambió a Canal 13, donde condujo Una vez más (1988-1996) y fue uno de los presentadores de Almorzando en el Trece (1988-1999). En 1997 hizo el programa Café de Noche en el horario estelar. También fue uno de los animadores de Si se la puede, gana en su primera temporada (1998). Tras una reestructuración realizada en 1999 por Rodrigo Jordan, Canal 13 no renovó su contrato a sus figuras mayores, entre ellas, Raúl Matas. En octubre de 2000 volvió a la televisión en UCV TV con el programa de conversación Aquí estamos.

### Últimos años de vida
Como premio a su labor y a su profesionalismo recibió el Premio Ondas en 1999, con el que se le reconocía como una de las 10 voces radiofónicas de habla hispánica más importantes del momento.
En 2002 regresó a la TV con un programa en la señal de cable de Canal 13, Inolvidables. Era un programa de biografías de personajes. El último trabajo antes de su muerte fue la presentación de dos espacios sobre música nostálgica del recuerdo siendo uno de música de películas, en Radio Oasis.
Falleció en Santiago el 31 de diciembre de 2004, víctima de un edema pulmonar, complicación de una leucemia linfática crónica, que padecía desde junio de 2003. Sus restos fueron sepultados en el Parque del Recuerdo.